# Cambrien inférieur
 (juillet 2014).
| Système                                          | Série        | Étage        | Âge (Ma)        |
| ------------------------------------------------ | ------------ | ------------ | --------------- |
| Ordovicien                                       | Inférieur    | Trémadocien  | plus récent     |
| Cambrien                                         | Furongien    | Étage 10     | ≃489.5 - 486.85 |
| Cambrien                                         | Furongien    | Jiangshanien | ≃494.2 - ≃489.5 |
| Cambrien                                         | Furongien    | Paibien      | ≃497.0 - ≃494.2 |
| Cambrien                                         | Miaolingien  | Guzhangien   | ≃500.5 - ≃497.0 |
| Cambrien                                         | Miaolingien  | Drumien      | ≃504.5 - ≃500.5 |
| Cambrien                                         | Miaolingien  | Wuliuen      | ≃506.5 - ≃504.5 |
| Cambrien                                         | Série 2      | Étage 4      | ≃514.5 - ≃506.5 |
| Cambrien                                         | Série 2      | Étage 3      | ≃521.0 - ≃514.5 |
| Cambrien                                         | Terreneuvien | Étage 2      | ≃529.0 - ≃521.0 |
| Cambrien                                         | Terreneuvien | Fortunien    | 538.8 - ≃529.0  |
| Édiacarien                                       | Édiacarien   | Édiacarien   | plus ancien     |
| Subdivisions du Cambrien d'après l'ICS (2018-08) |              |              |                 |

Le Cambrien inférieur est une ancienne dénomination d'une subdivision du Cambrien, en cours de redéfinition depuis 2004. Il s'étend d'entre −541 à −514 Ma (millions d'années). Dans la division stratigraphique la plus récente, il correspond donc aux Série 1 (Terreneuvien) et série 2 (Géorgien ?), soit les étages 1 (Fortunien) à 4 du Cambrien.

## Description
C'était une période de grands changements au point de vue :
- tectonique : dislocation des supercontinents ;
- géographique : l'océan progresse sur les terres basses, créant les mers continentales peu profondes, hébergeant une vie foisonnante ;
- atmosphérique : augmentation du taux d'oxygène et baisse des niveaux d'anhydride carbonique ;
- biogéochimique : la composition chimique des océans évolue, favorise les bio-minéralisations (grands gisements de phosphorite permettant à des organismes de développer des squelettes de phosphate de calcium) ;
- écologique : le règne des animaux sessiles (fixés au substrat) filtreurs de plancton et des animaux benthiques aveugles, brouteurs de films bactériens ou d'algues, prend fin avec l'apparition des yeux, des appendices permettant la marche et la nage, et des carapaces, qui vont de pair avec l'apparition de la prédation.

Ces événements semblent avoir été responsables de la soudaine et remarquable diversification de la vie des métazoaires actuels. Anabarites, Protohertzina et mollusques primitifs apparaissent. Durant le Cambrien basal, les organismes à squelettes et à membres distincts deviennent de plus en plus abondants. On a ainsi souvent parlé d'« explosion tommotienne ». Au Tommotien (étage du Cambrien inférieur selon la nomenclature russe de −530 à −527 Ma), de nouveaux phyla sont recensés : brachiopodes et éponges (récifs d'archéocyathes), lapworthelles, ainsi que de nombreux phyla à corps mou.
La vague de découvertes qui ont réécrit l'histoire du Cambrien inférieur a commencé lorsque des équipes de géologues se mirent à explorer les ressources du sous-sol en Sibérie après la deuxième guerre mondiale. Une équipe dirigée par Alexeï Rozanov de l'institut paléontologique de Moscou a découvert que les calcaires les plus anciens du Cambrien contenaient un assortiment complet de petits sclérites fossilisés d’un peu plus d’un centimètre de long, qu'il prit d'abord pour des coquilles de diverses espèces, mais qui sont aujourd'hui reconnus comme ayant appartenu à des animaux marins semblables aux actuels Péripates. Ces fossiles ont été baptisés en anglais Small Shelly Fossil (SSFs), « petits fossiles coquilliers ». Par la suite, d'autres paléontologues découvrirent des fossiles similaires dispersés dans les sites de Meishucun en Chine méridionale, en Inde, à Terre-Neuve, en Nouvelle-Écosse et au Shropshire en Australie-Méridionale.
Au Cambrien inférieur, les continents au nombre de quatre sont appelés « boucliers » et se situent pour la plupart dans l'hémisphère sud. Ils se répartissent comme suit :
1- La Gondwanie formée par :
- l'Amérique du Sud,
- l'Afrique (+ Madagascar),
- l'Antarctique,
- l'Australie,
- l'Asie du Sud (Inde, Afghanistan, Iran, Arabie, Turquie).

L'Afrique du Sud, l'Antarctique et l'Australie se situaient dans l'hémisphère nord où se développaient les Gondwanies (système montagneux).
2- La Laurentie est formée par :
- l'Amérique du Nord sans bordure ouest,
- le Groenland,
- côte nord-ouest de l'Écosse vers les îles Hébrides.

3- La Sibérie et le Kazakhstan à l'est.
4- L'Europe du Nord ou Baltique : au sud de la Sibérie (bouclier scandinave et plateforme russe).
Un océan dit Iapétus ou proto-Atlantique sépare la Laurentia du couple Baltica-Sibéria.

### Subdivisions
|                    | Chine         | Amérique du Nord  | Russie-Kazakhien | Australie | Regional |
| ------------------ | ------------- | ----------------- | ---------------- | --------- | -------- |
|                    | Dyeran        |                   | Ordien           |           |          |
| Cambrien inférieur | Dyeran        | Longwangmioan     | Ordien           | Toyonien  | Lenien   |
| Cambrien inférieur | Changlangpuan | Montezuman        | Botomien         |           |          |
| Cambrien inférieur | Qungzusian    |                   | Atdabanien       |           |          |
| Cambrien inférieur | Meishuchuan   |                   | Tommotien        |           |          |
| Cambrien inférieur |               | Nemakit-Daldynien |                  |           |          |

#### Nemakit-Daldynien ou Manykian
Il est caractérisé par l’évolution d'une faible diversité de métazoaires appelés petits fossiles coquilliers (SSFs).

#### Tommotien
Période importante qui a vu l’augmentation de la diversification des métazoaires à coquilles et sclérites. L'étape initiale est marquée par des éléments caractéristiques tels que des anabaritidés, tommotiidés et les hyolithellidés, également connus sous le nom de "faune Tommotienne".

##### La vie dans les mers
- Petits fossiles coquilliers (SSF)
- Les archéocyathes

##### La vie sur terre
Durant le Tommotien le climat était chaud, il n'y avait aucune glaciation, favorable à la croissance des récifs d'archéocyathes dans les eaux peu profondes. La Sibérie, où les récifs abondaient également, était un continent séparé de l'est de l'Amérique du Nord. La Baltique (maintenant : la Scandinavie, l'Europe de l'Est et la Russie européenne) s'étendait au sud. La majeure partie du reste des continents était associée à un supercontinent connu sous le nom de proto-Gondwana. Ce qui est maintenant la Chine et l'Asie de l'Est étaient réduits en fragments. L’Europe de l'Ouest était également morcelée.

#### Atdabanien
On trouve parfois l'orthographe Atdanabien
Durant cette période apparurent beaucoup de types de métazoaires à parties dures macroscopiques de phosphate calcaire (silice et calcium). Selon certains l'axe de rotation de la terre se serait modifié pour des raisons inconnues. Plusieurs fossiles de Chenjiang (Schistes de Maotianshan) et de Sirius Passet sont de cet âge.

##### Dans les mers
- Lophotrochozoa : en brachiopodes et mollusques ;
- Ecdysozoa : l’un des groupes principaux dans le règne animal et il est également le plus grand puisqu'il inclut les arthropodes (insectes, araignées et crustacés) et les nématodes. Les Ecdysozoa constituent l'une des deux grandes subdivisions dans le Protostomia, un groupe dans lequel la bouche se développe à partir de la première ouverture pour se développer dans l'embryon. Alternativement, le Protostomia appartient à un plus grand groupe animalier appelé bilatérien parce que ces animaux sont bilatéralement symétriques ;
- Deuterostomia : les chordés ou vertébrés et les échinodermes partagent la même phase embryologique nommée deutérostome ;
- Les trilobites apparurent pour la première fois et devaient continuer à s'épanouir pendant environ cent millions d'années ou plus, avant un lent déclin à la fin de l'Ordovicien. Apparaissaient en outre les anomalocaridés qui sont devenus probablement la forme de vie dominante jusqu'à leur extinction à la fin du Cambrien.

#### Botomien
Les SSFs dominaient la diversité du Cambrien inférieur. Ils déclinent à la fin de cette période qui témoigne d'une extinction de masse probablement plus grave que l'extinction de la fin du Permien. Environ 83 % des animaux n'ont pas survécu.

##### Vie dans les mers
- Bergeroniellus asiaticus (Trilobite russe). Taille : 35 millimètres de long par 31 millimètres de large. Lieu : Formation de Sinsk, Fleuve de Lena, Russie.
- Bergeroniellus spinosus (Trilobite russe). Taille : 50 millimètres de long par 37 millimètres de large. Lieu : Formation de Sinsk, Fleuve de Lena, Russie